# Корнленд (Іллінойс)
Корнленд (англ. Cornland) — переписна місцевість (CDP) в США, в окрузі Лоґан штату Іллінойс. Населення — 89 осіб (2020).

## Географія
Корнленд розташований за координатами 39°56′15″ пн. ш. 89°24′6″ зх. д. / 39.93750° пн. ш. 89.40167° зх. д. (39.937628, -89.401578).  За даними Бюро перепису населення США в 2010 році переписна місцевість мала площу 0,25 км², уся площа — суходіл.

## Демографія
Згідно з переписом 2010 року, у переписній місцевості мешкали 93 особи в 39 домогосподарствах у складі 29 родин. Густота населення становила 379 осіб/км².  Було 43 помешкання (175/км²).
Расовий склад населення:
| - 97,8 % — білих |

До двох чи більше рас належало 2,2 %. Частка іспаномовних становила 0,0 % від усіх жителів.
За віковим діапазоном населення розподілялося таким чином: 18,3 % — особи молодші 18 років, 57,0 % — особи у віці 18—64 років, 24,7 % — особи у віці 65 років та старші. Медіана віку мешканця становила 45,5 року. На 100 осіб жіночої статі у переписній місцевості припадало 86,0 чоловіків;  на 100 жінок у віці від 18 років та старших — 100,0 чоловіків також старших 18 років.
Цивільне працевлаштоване населення становило 32 особи. Основні галузі зайнятості: освіта, охорона здоров'я та соціальна допомога — 43,8 %, роздрібна торгівля — 28,1 %, сільське господарство, лісництво, риболовля — 28,1 %.